# Leichtathletik-Weltmeisterschaften 2022/Teilnehmer (Tansania)
| Gelbes Symbol für Goldmedaillen mit stilisierten Olympischen Ringen | Graues Symbol für Silbermedaillen mit stilisierten Olympischen Ringen | Braundes Symbol für Bronzemedaillen mit stilisierten Olympischen Ringen |
| ------------------------------------------------------------------- | --------------------------------------------------------------------- | ----------------------------------------------------------------------- |
| —                                                                   | —                                                                     | —                                                                       |

Der Leichtathletikverband von Tansania nahm an den Leichtathletik-Weltmeisterschaften 2022 in Eugene mit zwei Athleten teil.

## Ergebnisse

### Männer

#### Laufdisziplinen
| Athlet                  | Disziplin | Vorlauf | Vorlauf | Halbfinale | Halbfinale | Finale    | Finale |
| Athlet                  | Disziplin | Zeit    | Platz   | Zeit       | Platz      | Zeit      | Platz  |
| ----------------------- | --------- | ------- | ------- | ---------- | ---------- | --------- | ------ |
| Gabriel Geay            | Marathon  |         |         |            |            | 2:07:31 h | 07     |
| Emanuel Giniki Gisamoda | Marathon  | DNF     | DNF     |            |            |           |        |